# Jeff Friesen
Jeff Daryl Friesen, född 5 augusti 1976, är en kanadensisk före detta professionell ishockeyspelare som spelade över 800 matcher i NHL. Han valdes i första rundan som 11:e spelare totalt i NHL Entry Draft 1994 av San Jose Sharks. Friesen besrivs som en allround spelartyp med en bra puckkontroll och en duktig skridskoåkning, då han ett tag ansågs vara en av NHL:s snabbaste skridskoåkare.
Han har representerat NHL-klubbarna San Jose Sharks, Anaheim Ducks, Washington Capitals, Calgary Flames och New Jersey Devils med vilka han vann Stanley Cup säsongen 2002/2003. Han har även spelat för Eisbären Berlin i den tyska ligan DEL samt AHL-klubben Lake Erie Monsters.
Friesen har vunnit två VM-guld med det kanadensiska ishockeylandslaget.